# Olešná (Berouni járás)
Olešná település Csehországban, a Berouni járásban. Olešná Mýto, Kařízek, Těně, Cheznovice, Újezd, Zaječov, Komárov és Jivina településekkel határos. Lakosainak száma 466 fő (2024. január 1.).

## Népesség
A település lakosságának változását az alábbi diagram mutatja:
| Lakosok száma | 696  | 582  | 590  | 549  | 485  | 412  | 420  | 433  | 449  | 466  |
|               | 1869 | 1890 | 1921 | 1950 | 1980 | 2001 | 2017 | 2019 | 2022 | 2024 |